# 66. konjeniška divizija (ZDA)
66. konjeniška divizija (angleško 66th Cavalry Division) je bila konjeniška divizija Kopenske vojske ZDA.